# سيرس
سيرّس: (باليونانية: Σέρρες)، (بالإنجليزية:Serres)، مدينة يونانية تقع في شمال البلاد ضمن منطقة مقدونيا الوسطى الإدارية، وهي مركز مقاطعة تحمل نفس اسمها ضمن هذه المنطقة الإدارية.

## الموقع والسكان
تقع سيرّس على ارتفاع 70 م عن سطح البحر على أطراف سهل خصب، شمال المدينة تبدأ منحدرات جبلي فروندوس، ومينيكيون وهما من الأقسام الغربية لجبال الرودوب. يمر بالمدينة أحد روافد نهر ستريمون.
يبلغ عدد سكان المدينة حوالي 60,000 نسمة، وتعتبر من المدن التجارية الهامة في مقدونيا.

## التاريخ
كانت المدينة معروفة منذ الفترة الرومانية باسم سيريس (Siris)، أو سيرِّه (Serrhai)، حيث كانت مبنية على نتوء صخري ضمن السهل الذي يشكله نهر ستريمون.
في القرون الوسطى، كانت المدينة موقعاً لحصن بيزنطي بهدف حماية حدود الإمبراطورية الشمالية من هجمات القبائل البلغارية. ولكن بدءاً من القرن العاشر استولى عليها البلغار، ومن ثم الفرنجة، بعد ذلك وفي العام 1345 م. استولى عليها الصربي ستيفان دوشان، استعادها البيزنطيون في عام 1371 م. ولكنها سرعان ما سقطت بيد الأتراك العثمانيين عام 1383 م. واستمر ذلك حتى عام 1913. وكانت المدينة تعرف باسمها التركي سيروز (Siruz).
أثناء الحروب البلقانية (1912-1913) احتلتها القوات البلغارية عام 1913 التي سرعان ما انسحبت أمام القوات اليونانية، ولكنها كانت قذ أحرقت المدينة قبل ذلك، احتلتها بلغاريا النازية مرة أخرى أثناء الحرب العالمية الثانية.

## المعالم الأساسية
أعيد بناء المدينة بشكل شبه كامل بعد إحراقها من قبل القوات البلغارية عام 1913م. ومن أهم معالمها:
- الحصن البيزنطي (كاسترو) (Kastro): يعود للقرن الرابع عشر م. بني من قبل البيزنطيين على موقع أكروبول المدينة القديم الذي تغطيه الأشجار الحرجية، يحتوي على جدران سميكة، وأبراج مراقبة ضخمة.
- كنيسة القديس نيكولاوس (أغيوس نيكولاوس): وتقع أسفل قمة الحصن، تعود للقرون الوسطى ولكنه تم إعادة بناءها بعد حريق المدينة.
- بازيليكا القديس ثيودور (أغيوس ثيوذوروس): تعود للقرن الحادي عشر، كانت توجد فيها فسيفساء ضخمة تمثل العشاء الأخير، نقلت الآن إلى المتحف.
- متحف للتقاليد الشعبية: ويحتوي على مجموعة تغطي المنطقة الممتدة من ذراما حتى الحدود البلغارية.
- جامعان تركيان: أحدهما يعرف بجامع تسيتسرلي (Tsitsrli) ويعودان للفترة العثمانية، ويوجدان في المدينة القديمة.
- السوق التركي القديم: وهو سوق مقبب ذو ست قباب، الآن أصبح مبنى متحف سيرِّس الأركيولوجي والذي يحتوي على مجموعة كبيرة من التماثيل والقطع الأثرية المكتشفة في المواقع الأثرية القريبة.
- المتحف الكاتدرائي: وهو عبارة عن مجموعة من الفن الكنسي من الفترة ما بعد البيزنطية توجد في مبنى الكاتدرائية الحديث.

## متفرقات
- تحتفل المدينة في 29 تموز/يوليو سنوياً بذكرى تحريرها من البلغار.
- تعتبر المدينة مركزاً اقتصادياً هاماً، وتلعب دوراً كسوق تجاري للمناطق الزراعية المجاورة، وكمركز لصناعة النسيج.
- أهم نادي رياضي في المدينة هو بانسيرايكوس، ويلعب في دوري الدرجة الثانية اليوناني لكرة القدم، ويعتبر نادي أوفكا سيرس من النوادي الهامة الأخرى في المدينة.